# Orchestrion

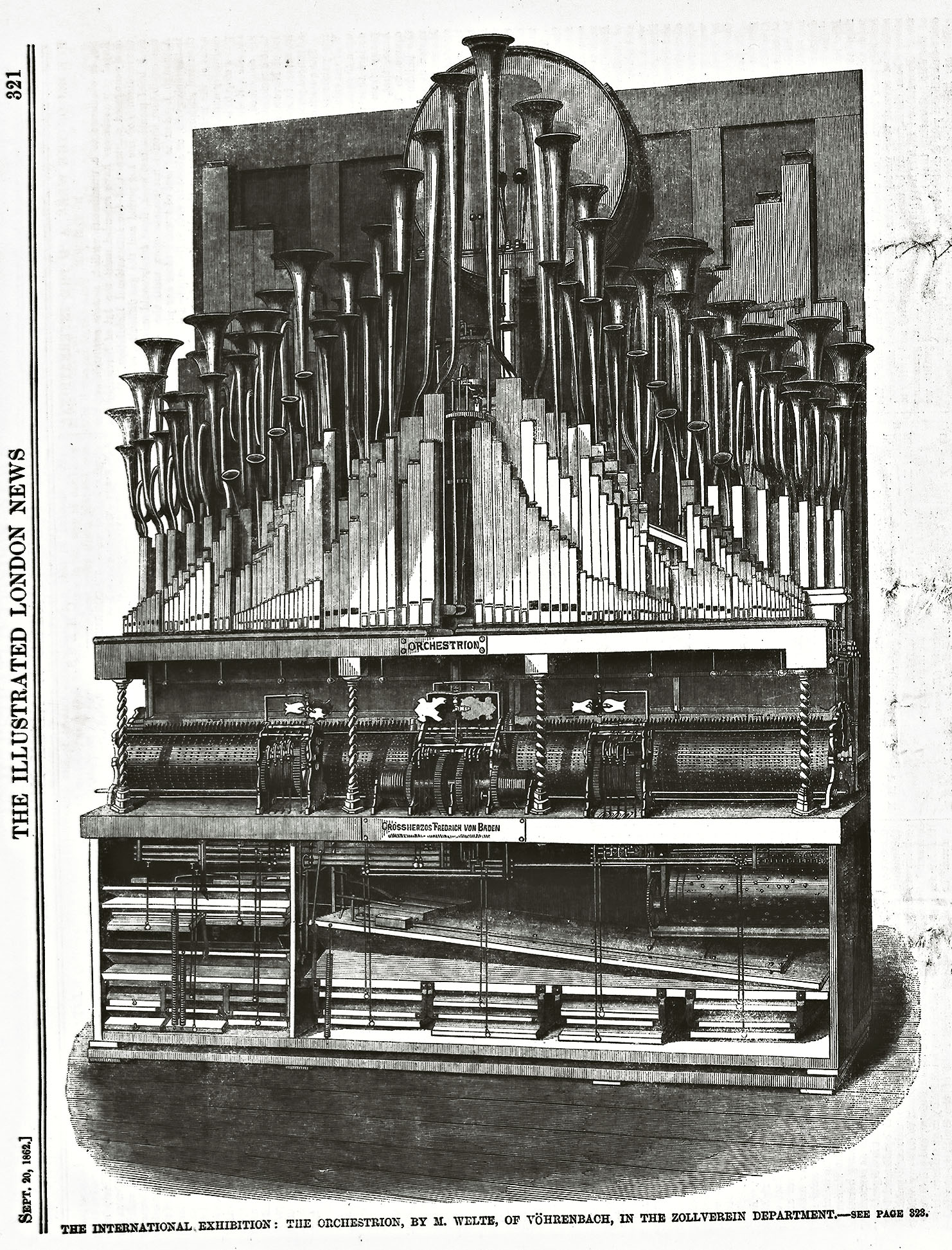
Orchestrion z roku 1862

Orchestrion je mechanický automatický hudební nástroj (automatofon), který v sobě kombinuje několik způsobů vytváření zvuku – obsahuje řadu různých nástrojů podobně jako orchestr. Obvykle obsahuje dechové nástroje (podobně jako varhany) nebo strunné nástroje (podobně jako klavír) a nástroje bicí (buben, činely, triangl). Skříň orchestrionu byla většinou zdobena řezbami a různými dekorativními doplňky.

## Historie
První orchestrion s označením Panharmonikon údajně sestrojil roku 1805 Johann Nepomuk Mälzel. Podle jiných údajů zkonstruoval orchestrion Josef Dallmayr již roku 1752.
První plně mechanické orchestriony byly vyrobeny v polovině 19. století. Samotný název se ale používal již dříve pro některé kombinované hudební nástroje. Největší rozmach zažily orchestriony především v 19. a 20. století. České orchestriony mají bohatou tradici především ve 20. století, kdy byla výroba dokonce na světové úrovni. Kvůli lepší dokonalosti zvuku se následníky orchestrionů staly pianoly a gramofony. Dnes si můžete orchestriony prohlédnout zpravidla v expozicích či depozitářích muzeí.

## Funkční orchestriony v Česku
- České muzeum hudby Praha
- Národní technické muzeum v Praze[2]
- Orchestrion na Veselíčku
- Technické muzeum v Brně, Salon mechanické hudby
- Tradiční Marečkova cukrárna v Potštejně